# Neodiphthera strigata
Neodiphthera strigata är en fjärilsart som beskrevs av George Thomas Bethune-Baker 1908. Neodiphthera strigata ingår i släktet Neodiphthera och familjen påfågelsspinnare. Inga underarter finns listade i Catalogue of Life.